# Earl Hines
Earl Kenneth Hines (28 de Dezembro de 1903 — 22 de Abril de 1983), também conhecido por Earl "Fatha" Hines, foi compositor, líder de bandas e um dos mais importantes pianistas da história do Jazz.

## Biografia
Earl Hines nasceu em Pittsburgh, um subúrbio da cidade de Duquesne, na Pensilvânia. O seu pai era cornetista, e chefe da banda Pittsburgh's Eureka Brass Band; sua mãe faleceu quando ele tinha três anos. Foi criado pela sua madrasta, que era organista numa igreja. Sua irmã Nancy e seu irmão Boots também tocavam órgão e piano, respectivamente.
Inicialmente, Hines tentou seguir a carreira do pai, tocando trompete mas logo cedo o trocou pelo piano, que aprendeu a tocar com sua mãe. Teve aulas de piano, onde aprendeu os clássicos, mas sua paixão eram as músicas populares que ele ouvia nos teatros. Hines muda-se para Pittisburgh, onde frequenta a escola Schenley High School, e estuda música. Com quinze anos, Hines tem a sua primeira banda, um trio que incluía um violinista e um baterista. Dado tocar várias vezes até tarde nos clubes nocturnos, Hines deixa de estudar.

### Início de carreira
Em 1922, Hines sai de casa para tocar com Lois Deppe & his Serenaders, no clube nocturno Liederhaus, de Pittsburgh. Recebia 15 dólares por semana, e duas refeições por dia. Deppe tocava saxofone barítono. As primeiras gravações de Hines foram com esta banda, em 1923. Das quatro composições que gravou, uma era de sua autoria, Congaine, ao estilo do foxtrot. Tempo depois grava novamente, com Deppe, desta vez músicas espirituais e populares. Em 1924, muda-se para Chicago, a capital do jazz nessa altura, onde tocavam Jelly Roll Morton, King Oliver e Benny Goodman. Toca piano com a banda de Carrol Dickerson, Sammy Stewart e com a orquestra de Erskine Tate, a Erskine Tate's Vendome Theatre Orchestra. Em Chicago conhece Louis Armstrong e, juntamente com Zutty Singleton, tocam no Sunset Café.
Em 1927, esta torna-se a banda de Louis Armstrong, e Hines o seu director. Armstrong apercebe-se do estilo avant garde de Hine ao tocar piano como um trompete, recorrendo ao uso de oitavas para que o seu piano pudesse ser mais facilmente ouvido. Nesse ano, Armstrong renova contrato da sua banda Louis Armstrong's Hot Five, com a gravadora Okeh Records, e substitui a sua esposa Lil Hardin Armstrong no piano, por Hines. Em 1928, gravam, o que alguns críticos consideram como um dos melhores trabalhos de jazz, Weatherbird, um dueto de trompete e piano.
A partir desse ano, Hines gravará algumas das suas principais obras, como West End Blues, Fireworks, Basin Street Blues, 57 Varieties ou My Monday Date (da sua própria autoria). Após o encerramento do Sunset Café, Armstrong, e o baterista Zutty Singleton, passam a tocar no Savoy Theatre, enquanto Hines estava em Nova Iorque; quando este regressa a Chicago, junta-se à banda de Jimmie Noone, no Apex Club.

### Os anos de Chicago
Em 1928, no seu 25º aniversário, Hines lidera a sua própria banda, uma ambição para qualquer músico de jazz, naquela época. Foi no clube de Al Capone, o Grand Terrace Ballroom, que se estreou como líder de banda e, durante onze anos, a sua banda foi a principal do clube de Capone. No ano seguinte, grava para a Victor; no período de 1932 a 1934, grava para a Brunswick; entre 1934 e 1935, trabalha com a gravadora Decca Records; após um período sem gravar, grava com a Vocalion, de 1937 a 1938; e com a Blubird, de 1939 a 1942.
No período que trabalhou no Grand Terrace, a sua The Earl Hines Orchestra foi a banda mais ouvida na rádio, nos EUA. Pela sua banda passaram Nat King Cole, que o substituía no piano, Dizzy Gillespie, Sarah Vaughan e Charlie Parker, nas suas primeira aparições. Este viria a ser despedido por chegar habitualmente, atrasado ao trabalho. Terá sido na primeira metade da década de 1940, a origem do bebop, através das jam sessions, que os membros da banda de Hines efectuavam pela madrugada.
Earl Hines liderou a sua banda até 1947, altura em que passou temporariamente a liderar a banda de Duke Ellington, enquanto este se encontrava doente. O tempo das grandes bandas e orquestras, encontrava-se no fim.
Em 1944, Earl Hines recebeu o prémio Silver Award, da revista Esquire Magazine.

### O pós-guerra
O pós-guerra trouxe tempos difíceis e, em 1948, é obrigado a terminar a sua banda. Entre 1949 e 1951, Hines e Armstrong estão, de novo, juntos, na banda deste último, a All Stars, e efectuam vários espetáculos na Europa, destacando-se o Jazz Festival, de Nice, em 1948. No entanto, Hines ocupava um lugar secundário, não se mostrando satisfeito. De volta à liderança, desta vez, de pequenos grupos, efectua vários concertos pelos EUA e pela Europa. De meados dos anos 1950, até ao início dos anos 1960,  Hines toca regularmente no Hangover Club, de São Francisco.

### A redescoberta do trabalho de Earl Hines
No início dos anos 1960, Hines é um músico esquecido, a morar em Oakland,  e pensa em reformar-se da carreira de músico. No entanto, em 1964, graças ao seu amigo Stanley Dance, escritor de jazz, Hines é "redescoberto", após alguns recitais de piano, no The Little Theatre, em Nova Iorque. Em 1966, fica em primeiro lugar no Hall of Fame, da revista Down Beat, ganhando o prémio da critica, "International Critics Poll". A Down Beat também o elegerá como o Melhor Pianista de Jazz, em 1966 (sendo eleito mais cinco vezes). O Jazz Jornal, premia os seus álbuns, considerando-os em primeiro e segundo lugar; e os seus trabalhos como pianista, em primeiro, segundo e terceiros lugares. A Jazz, escolhe-o como o Músico de Jazz do Ano; e os seus trabalhos de piano, ficam em primeiro e segundo lugares. No mesmo ano, Earl Hines junta-se ao departamento do estado dedicado ao jazz, e viaja até à União Soviética, como Embaixador da Boa-Vontade.
Até à sua morte, em 1983, Hines gravou com os nomes mais conhecidos do jazz, como Cat Anderson, Harold Ashby, Barney Bigard, Lawrence Brown, Jaki Byard (duetos em 1972), Benny Carter, Buck Clayton, Cozy Cole, Eddie "Lockjaw" Davis, Vic Dickenson, Roy Eldridge, Duke Ellington (duetos em 1966), Ella Fitzgerald, Panama Francis, Bud Freeman, Dizzy Gillespie, Paul Gonsalves, Stephane Grappelli, Sonny Greer, Lionel Hampton, Coleman Hawkins, Johnny Hodges, Budd Johnson, Jonah Jones, Gene Krupa, Ellis Larkins, Marian McPartland (duetos em 1970), Ray Nance, Oscar Peterson (duetos em 1968), Russell Procope, Pee Wee Russell, Jimmy Rushing, Stuff Smith, Rex Stewart, Maxine Sullivan, Buddy Tate, Jack Teagarden, Clark Terry, Sarah Vaughan, Joe Venuti, Earle Warren, Ben Webster, Teddy Wilson (duetos em 1965 e 1970), Jimmy Witherspoon, Jimmy Woode, Lester Young, Alvin Batiste, Teresa Brewer, Elvin Jones, Etta Jones, The Inkspots, Peggy Lee, Helen Merrill, Charles Mingus, Vi Redd, Dinah Washington, e "Ditty Wah Ditty" e "The Pearls" com Ry Cooder.
Durante os anos 1970, Earl Hines prestará alguns tributos a solo, a Louis Armstrong, Hoagy Carmichael, Duke Ellington, George Gershwin e Cole Porter, tocando num piano de 1904, 12-legged Steinway, oferecido-lhe por Scott Newhall, em 1969, o director editorial do San Francisco Chronicle. Em 1974, nos seus setenta anos, Hines gravou cerca de dezasseis álbuns. Desde o seu regresso, em 1964, até à sua morte, Hines gravou cerca de 90 álbuns.
Em 1965, Hines recebe a honra de ver o seu nome inscrito no Jazz Hall of Fame.
Em 1968, Earl Hines efectuou diversos concertos por todo o mundo, destacando-se o que deu na ex-União Soviética, no Kiev Sports Palace, onde esgotou os 10.000 lugares do recinto; em consequência, o Kremlin cancelou os espectáculos programados para Moscovo e Leningrado.
Em 1975, grava um programa para a televisão britânica, onde surge a solo, durante todo o documentário de uma hora. Tocou na Casa Branca, e no Vaticano.
Hines foi casado com a cantora Laura Badge, nos anos 1920, e viveu junto com Kathryn Perry, também cantora, durante alguns anos. Em 1947, casa-se com Janie Moses, de quem teve duas filhas, Tosca e Janear; divorciou-se em 1980.
Earl Hines morre em Oakland, uma semana depois do seu último concerto em São Francisco aos 79 anos, no dia 22 de Abril de 1983, de ataque cardíaco. Na lápide do seu túmulo, está escrito He Enriched The World With His Music (Enriqueceu o Mundo Com a Sua Música)